# 曼科叉鰾石首魚
曼科叉鰾石首魚為輻鰭魚綱鱸形目鱸亞目石首魚科的其中一種，分布東大西洋區，從哥斯大黎加至秘魯海域，棲息深度可達40公尺，體長可達20公分，棲息在沿海沙泥底質海域。